# Топчиев, Василий Васильевич
Василий Васильевич Топчиев (1899, Путивль, Курская губерния — 7 января 1942, Евпатория, Крымская АССР) — советский офицер, капитан, первый командир Разведотряда Черноморского флота. Участник обороны Севастополя. Был награждён Орденом Красной Звезды. Участник Евпаторийского десанта, командовал передовым высадочным отрядом, был ранен в уличных боях, погиб 6 или 7 января 1942 года.

## Биография
Родился в 1899 году в городе Путивль Курской губернии. В рядах РККА с июня 1919 года. Служил в разведовательном отряде Дунайской военной флотилии, в разведовательном отделе Днепровской военной флотилии.
Был назначен командиром 2-го разведотряда разведотдела штаба ЧФ, который на 1 октября 1941 года был сформирован на базе Учебного отряда Черноморского флота в Севастополе после трех недель набора на добровольных началах. Общее руководство осуществлял начальник разведотдела штаба ЧФ полковник Намгаладзе Д. Б.. Непосредственное руководство этой частью спецназа осуществлял майор Ермаш С. Л.. Командиром отряда был назначен капитан Топчиев В. В., комиссаром — батальонный комиссар Латышев У. А..
Топчиев командовал первыми операциями отряда: высадкой 25 октября 1941 года на остров Джарылгач, разведкой подступов к Севастополю, рейдом в Евпаторийский порт 5 декабря 1941 года. За эти операции был 8 декабря 1941 года награждён Орденом Красной Звезды.

### Евпаторийский десант

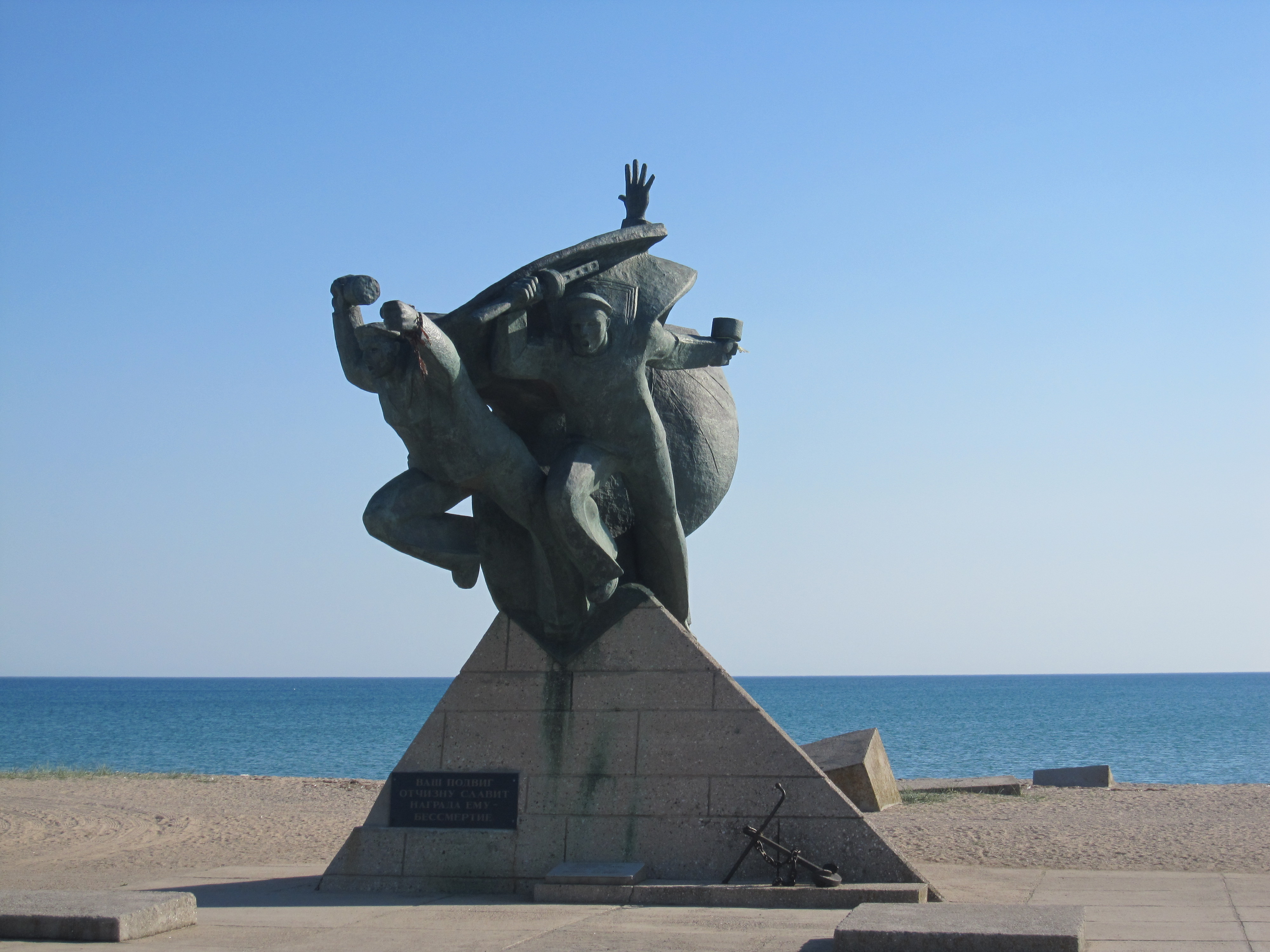
Памятник Евпаторийскому десанту

2 января 1942 года Ставка ВГК утвердила план операции отвлечения, предусматривавший высадку морских десантов в районах Алушты, Ялты, Перекопа и Евпатории. Планирование десанта в Евпатории командование Кавказского фронта поручило штабу Севастопольского оборонительного района. Общая численность десанта была им определена в 700 человек, для переброски задействовано 9 плавсредств.
5 января 1942 года в 3 часа ночи разведывательный отряд ЧФ численностью 60 человек под командой капитана В. Топчиева был высажен под огнём противника на причал Евпаторийского порта. Позднее высадились основные силы. Продолжив наступление, к 6:00 утра десантники овладели южной частью города, укрепили здание гостиницы «Крым» (в котором был размещён штаб батальона).
Командование 11-й армии вермахта экстренно направило подкрепления: сначала сводный батальон, в который вошли силы, находившиеся в районе Евпатории, затем в Евпаторию прибыли разведывательный батальон 22-й пехотной дивизии, 70-й сапёрный батальон и несколько немецких и румынских артиллерийских батарей, вслед за ними в Евпаторию был направлен 105-й пехотный полк 72-й пехотной дивизии.
Десантники вели бой в окружении более двух суток. Десант был разгромлен в городском бою. Тяжело раненный капитан В. Топчиев застрелился (в официальных документах числился пропавшим без вести).

### Характеристика личности
Известный диверсант-разведчик Ф. Ф. Волончук, осенью 1941 года командир 1-й взвода разведотряда ЧФ, мичман, так описывает Топчиева в мемуарах:
«Он был полной противоположностью батальонному комиссару Латышеву и по внешнему виду, и по складу характера. И только одна черта была у них общая — одинаково высокое сознание своего воинского долга и страстная влюбленность в боевую работу разведчика. Невысокого роста, сухощавый, капитан был спокойным и, казалось, тихим человеком. Но это не мешало ему быть требовательным, а когда была необходимость, то даже и суровым начальником. Командир, во всем поддерживаемый комиссаром, настойчиво воспитывал в нас качества, которыми должен обладать каждый разведчик… … А когда прошло уже достаточно времени для того, чтобы все хорошо это усвоили, начал строго спрашивать, не останавливаясь в отдельных случаях даже перед тем, чтобы оставить того или другого разведчика в базе, что было для каждого из нас самым тяжким и позорным наказанием.»